# Buschtyno
Buschtyno (ukrainisch Буштино; russisch Буштына Buschtyna, deutsch selten Buschtin an der Theiß, älter Bustenhausen (13 Jh.)  slowakisch Buštino, ungarisch Bustyaháza, rumänisch Bustea) ist eine Siedlung städtischen Typs in der westlichen Ukraine (Oblast Transkarpatien, Rajon Tjatschiw) etwa 10 Kilometer nordwestlich der Stadt Tjatschiw.
Der etwa 8500 Einwohner zählende Ort liegt im Theißtal an der Mündung der Tereblja in die Theiß.

## Verwaltung
Am 12. Juni 2020 wurde die Siedlung städtischen Typs zusammen mit 8 umliegenden Dörfern zum Zentrum der neu gegründeten Siedlungsgemeinde Buschtyno (Буштинська селищна громада/Buschtynska selyschtschna hromada) im Rajon Tjatschiw. Bis dahin bildete sie die Siedlungratsgemeinde Buschtyno (Буштинська селищна рада/Buschtynska selyschtschna rada).
Folgende Orte sind neben dem Hauptort Buschtyno ein Teil der Gemeinde:
| Name                     | Name       | Name                   | Name                   | Name                      | Name    |
| ukrainisch transkribiert | ukrainisch | russisch               | slowakisch             | ungarisch                 | deutsch |
| ------------------------ | ---------- | ---------------------- | ---------------------- | ------------------------- | ------- |
| Dulowo                   | Дулово     | Дулово                 | Dulovo                 | Dulfalva                  | -       |
| Krytschowo               | Кричово    | Кричово (Kritschowo)   | Kričovo                | Kricsfalu                 | -       |
| Nowobarowo               | Новобарово | Новобарово             | Nové Barovo, Ujbarjevo | Újbárd                    | -       |
| Riwne                    | Рівне      | Ровное (Rownoje)       | Rovné                  | Dombtelek, Rovne          | -       |
| Rossosch                 | Росош      | Россош                 | Rosoší                 | Rozsosi                   | -       |
| Tereblja                 | Теребля    | Теребля                | Terebľa                | Talaborfalu, Talaborfalva | -       |
| Tschumaljowo             | Чумальово  | Чумалево (Tschumalewo) | Čumaľovo, Čumaľevo     | Csománfalva               | -       |
| Wonihowe                 | Вонігове   | Вонигово (Wonigowo)    | Vonihovo, Vonjovo      | Vajnág                    | -       |

## Geschichte
Der Ort wurde 1389 zum ersten Mal schriftlich als Bustohaza erwähnt.
1910 hatte der im Königreich Ungarn im Komitat Máramaros liegende Ort 2056 Einwohner, von denen die Mehrzahl Ruthenen war. Nach dem Ende des Ersten Weltkrieges kam er dann zur neu entstandenen Tschechoslowakei (als Teil der Karpatenukraine) und wurde nach dem Ende des Zweiten Weltkrieges an die UdSSR abgetreten. 1957 erhielt der Ort dann den Status einer Siedlung städtischen Typs.

## Söhne und Töchter der Ortschaft
Alina Pash (* 1993), ukrainische Sängerin